# Site archéologique 49MK10
Le site archéologique 49MK10 est un site archéologique américain dans le borough de l'île Kodiak, en Alaska. Désigné par son trinomial Smithsonian, ce site occupé jusqu'à l'éruption du Novarupta en 1912 est situé au sein des parc national et réserve de Katmai en un emplacement exact conservé secret. Il est inscrit au Registre national des lieux historiques depuis le 23 juin 1978.